# Министерство образования США
Министерство образования США (англ. United States Department of Education) — один из исполнительных департаментов США. Министерство возглавляет министр образования США.
Министерство было создано в 1979 году путём разделения существовавшего ранее министерства здравоохранения, образования и социального обеспечения на министерство образования и министерство здравоохранения и социальных служб США.
В отличие от многих других стран, образование в США сильно децентрализовано, основную роль играют штаты и местные школьные советы, а роль министерства образования сравнительно невелика. В задачи министерства входит распределение федеральных финансовых средств на образование, сбор информации об американских школах, обеспечение равного доступа к образованию.
21 марта 2025 президент США Дональд Трамп подписал указ, предусматривающий процесс упразднения ведомства. Это связано с политикой чисток в госучреждениях США, а также с тем, что подход Минобразования к федеральному контролю над структурой образования, как считает Трамп, «провалился». Полномочия министерства будут переданы официальным властям[уточнить].